# Tyfoonseizoen van de Grote Oceaan 2011
Het tyfoonseizoen van de Grote Oceaan 2011 duurde het hele jaar door en beslaat het gebied van de westelijke Grote Oceaan, westelijk van de datumgrens en noordelijk van de evenaar. Weliswaar loopt het seizoen het hele jaar door, toch vormen de meeste tropische cyclonen zich in de maanden mei tot november.

## Cyclonen

### Tropische depressie (01W)
Op 1 april gaf het Japanse Meteorologisch Agentschap (JMA) aan dat een lagedrukgebied boven de Zuid-Chinese Zee, ongeveer 535 km ten oostzuidoosten van Ho Chi Minhstad, Vietnam zich tot een tropische depressie had omgevormd, de eerste van het seizoen. Op 2 april kreeg de cycloon van het Joint Typhoon Warning Center de naam Tropische depressie 01W. Enkele uren later verzwakte de depressie alweer en op 3 april viel hij uiteen in een lagedrukgebied. Op 4 april gaf het JMA een laatste bericht uit m.b.t. de depressie.

### Tropische depressie (Amang) (02W)
Op 30 maart begon het JMA met het monitoren van een lagedrukgebied ten zuidwesten van Yap. Op 3 april was het systeem dusdanig georganiseerd dat het een tropische depressie vormde. Omdat het systeem ten westen van de 135° oosterlengte was gelegen, begon PAGASA adviezen uit te geven en kreeg de depressie de naam "Amang". Noordoostwaarts gaand kreeg de depressie voldoende convectie en werd door het JTWC aangemerkt als tropische depressie 02W op 4 april. Dit aanzwellen zorgde ervoor dat het National Weather Service (NWS) in Tiyan, Guam een tropische stormwaarschuwing uitgaf voor de eilanden Agrihan, Pagan en Alamagan. Op 5 april werd het systeem langwerpiger boven koeler water en op 6 april gaf het JTWC haar laatste advies uit toen de depressie begon op te lossen boven open water. Volgend op het uiteenvallen van de structuur van de storm, trok ook het NWS haar waarschuwing voor de Mariana-eilanden in. Het JMA bleef het systeem nog enige uren monitoren voordat gestopt werd met het adviseren over het systeem.

### Tropische storm Aere (Bebeng), TS 1101
Vroeg op 4 mei vormde zich een lagedrukgebied op ongeveer 140 km ten westen van Palau. Op dezelfde dag nam het gebied in kracht toe en begon het gebied zich te organiseren. De volgende dag begon het gebied zich noordwestwaarts te bewegen in de richting van de zee ten oosten van de Filipijnen. Vervolgens bleef het gebied onder invloed van een hogedrukgebied ten noordoosten van het systeem zo goed als stil liggen. Tegen die tijd wordt het oog wat langwerpiger en ligt het systeem in een gebied met gunstige watertemperatuur en lichte verticale windschering. Later die dag consolideerde het oog opnieuw en begint het systeem langzaam in noordwestelijke richting te bewegen en erkent het Japan Meteorological Agency het systeem als tropische depressie In de namiddag van 6 mei geeft ook het Joint Typhoon Warning Center aan dat het lagedrukgebied een tropische depressie is geworden. Hetzelfde doet PAGASA 's avonds en geeft het de naam Bebeng. In de namiddag van 7 mei gaat volgens het JMA de depressie over in de tropische storm Aere. Gedurende de vroege ochtend van 12 mei geeft het JMA aan dat het systeem is afgezwakt tot een tropische depressie ten zuiden van Kyushu.

### Tropische depressie 31 mei
Gedurende de avond van 31 mei werd een lagedrukgebied door het JMA aangemerkt als tropische depressie. Initieel lag de depressie ongeveer 400 km ten zuidwesten van Hongkong. Het systeem ontwikkelde zich niet verder en werd op 2 juni door het JMA weer aangeduid als lagedrukgebied.

### Tropische depressie 15 juni
Vroeg op 15 juni bevond zich een lagedrukgebied langs de intertropische convergentiezone ongeveer 250 km ten westen van Puerto Princesa. Toen het gebied in de richting van de Zuid-Chinese Zee trok begonnen zowel het JMA als het JTWC het gebied te volgen. De morgen van 15 juni werd het gebied een tropische depressie. Het systeem loste op 16 juni op.

### Tropische depressie 16 juli Guangdong
16 juli raporteerde het JMA dat vanuit een lagedrukgebied een tropische depressie was gevormd boven land in Guangdong, China. 17 juli loste de depressie weer op.

### Tropische depressie 16 juli Golf van Tonkin
Het JMA raporteerde op 16 juli dat een van origine lagedrukgebied een tropische depressie vormde in de Golf van Tonkin nabij Guangdong, China. Deze loste echter alweer binnen zes uur op.

### Tropische depressie 3 augustus
Vroeg op 3 augustus vormde zich een tropische depressie nabij de Bonin-eilanden. Het systeem trok daarna langzaam in noordwestelijke richting naar Japan. Laat op 4 augustus loste het systeem op nabij het schiereiland Kii.

### Tropische depressie 8 augustus
Laat op 8 augustus werd door het JMA een lagedrukgebied ten noordwesten Minamitorishima aangeduid als tropische depressie. Het systeem bewoog geleidelijk noordoostwaarts. Op 10 augustus loste het systeem op.

### Tropische depressie 20 augustus
Op 19 augustus ontwikkelde een lagedrukgebied zich ten oostnoordoosten van Guam. Vroeg op 20 augustus ontwikkelde het systeem een oog en een goede opwaartse divergentie. Later die dag werd het systeem door het JMA aangeduid als tropische depressie en bevond het zich ten zuidoosten van de Bonin-eilanden. Op 22 augustus begon het systeem een interactie met een hogedrukgebied en viel het systeem uiteen. Rond middernacht dezelfde nacht vormden de restanten opnieuw een tropische depressie totdat het uiteindelijk compleet oploste nabij Okinawa, Japan op 25 augustus.

### Tyfoon Roke (Onyok), TS 1115
Vroeg op 8 september vormde een cluster van onweersbuien een lagedrukgebied. Later die dag werd het gebied door het JMA geüpgraded van lagedrukgebied naar een tropische depressie. De depressie lag toen ten noordennoordoosten van de Noordelijke Marianen. [ 167 ] De dagen daarna nam het systeem licht in kracht toe en bewoog zich naar het westen. Op 11 september kreeg de depressie van het JTWC de naam 18W

### Tyfoon Sonca (19W), TS 1116
Vroeg op 13 september vormde zich een lagedrukgebied ten noordoosten van de Noordelijke Marianen. Het systeem trok geleidelijk noordwaarts en werd krachtiger. Op 14 september werd het door het JMA aangemerkt als tropische depressie. Later die dag gaf het JTWC een waarschuwing uit voor een mogelijke tropische storm binnen 24 uur.
Convectie deed het centrum snel consolideren met diepe convectie aan de noordoostelijke rand, waardoor het JTWC adviezen ging uitgeven over het systeem, nu 19W genaamd. Spoedig gaf ook het JMA adviezen uit over de nu tropische storm Sonca. Vervolgens leek Sonca snel aan te zwellen, maar al spoedig zwakte ze weer af tot een minimale storm. Dit was echter van korte duur en Sonca zwol geleidelijk weer aan en het JTWC rapporteerde windsnelheden van ten minste 93 km/h nabij het oog. Sonca zwol aan tot zeer zware tropische storm op 17 september en bereikte op 18 september tyfoonsterkte.
Op 18 september bereikte Sonca haar maximale intensiteit met een 1-minuut doorstaande windsnelheid van 157 km/h en een 10-minuten doorstaande windsnelheid van 130 km/h en spoedig daarna begon de convectie aan de noordelijke rand te verzwakken. Laat op 19 september begon de transitie naar de extratropische fase, die relatief snel verliep en al vroeg op 20 september werd bereikt.

### Tropische depressie 14 september
Vroeg op 14 september startte het JMA met het monitoren van een cluster met onweersstormen ten zuidoosten van Taiwan als een tropische depressie. Hoewel door de interactie met land het systeem niet kon aansterken, stopte het JMA pas met het volgen van de depressie laat op 15 september toen het systeem oploste.

### Tyfoon Nesat (Pedring) (20W), TS 1117
De avond van 21 september 21 ontwikkelde zich een lagedrukgebied ten oostzuidoosten van Palau. Het gebied trok geleidelijk westwaarts en werd meer georganiseerd en het JTWC gaf en waarschuwing uit voor een mogelijke tropische cycloon. 
Vroeg op 23 september werd een lagedrukgebied ten noordnoordoosten van Yap een tropische depressie volgens het het JMA. Ook het JTWC gaf een waarschuwing uit dat zich een cycloon aan het vormen was. Later die dag ging de storing snel een duidelijker centrum vormen en kreeg het de naam 20W van het JTWC. Op 24 september zwol 20W aan tot de tropische storm Nesat. 
NEsat bleef westwaarts bewegen met een uitbreidende diepe convectie rond het gehele systeem een geconsolideerde convectie rondom het oog. Het gevolg was dat Nesat aanzol tot een zware tropische storm op 26 september en later die dag tot een tyfoon. Het systeem bleef aanzwellen, maar bleef door een koude anomalie beperkt tot een categorie 3-tyfoon. Op 29 september kwam Nesat aan land bij Wenchang in Hainan, China en op 30 september in het noorden van Vietnam waar het systeem snel uiteen viel. 

### Tropische storm Haitang (21W), TS 1118
Gedurende de avond van 21 september vormde zich een hardnekkig lagedrukgebied ver ten zuiden van Hongkong. Het gebied trok langzaam noordwaarts en zwol langzaam aan tot een tropische depressie ten oosten van Vietnam op 24 september. Later die dag gaf ook het JTWC een waarschuwing uit dat het lagedrukgebied kon uitgroeien tot een tropische cycloon. Vroeg op 25 september gaf het JMA aan dat het systeem was aangezwollen tot de tropische storm Haitang. Na initieel oostwaarts te hebben bewogen, buigt de storm nu af in noordelijke richting en vervolgens westwaarts. Haitang zwakte vervolgens af tot een tropische depressie en later een lagedrukgebied na het aan land gaan in Vietnam op 27 september.

### Tyfoon Nalgae (Quiel) (22W), TS 1119
26 september laat rapporteerde het JMA dat zich een tropische depressie had gevormd ten westen van de Noordelijke Marianen om vervolgens laat op 27 september te melden dat het systeem was aangezwollen tot de tropische storm Nalgae.
Gedurende de morgen van 24 september ontwikkelde zich een lagedrukgebied met een geïsoleerde diepe convectie ten westen van de Noordelijke Marianen. Het gebied trok langzaam westwaarts totdat laat op 26 september het JMA rapporteerde dat het gebied was aangezwollen tot een tropische depressie. Het gebied bleef westwaarts trekken en ook het JTWC gaf een waarschuwing uit voor de vorming van een tropische cycloon. Gedurende de ochtend van 27 september rapporteerde het JTWC dat het gebied snel een geconsolideerd oog aan het ontwikkelen was en benoemde het systeem tot 22W. Het JMA meldde dezelfde avond dat het systeem was aangezwollen tot de tropische storm Nalgae. De storm bewoog langzaam westwaarts en beleef geleidelijk in kracht toenemen. Gedurende de avond van 28 september rapporteerde het JMA dat Nalgae was aangezwollen tot een zware tropische storm. Die nacht gaf PAGASA advies uit over het systeem en gaf het de naam Quiel toen het systeem het verantwoordelijkheidsgebied van PAGASA binnetrok. Later op 29 september gaf het JMA aan dat de storm was aangezwollen tot een tyfoon die snel bleef aanzwellen en op 1 oktober aanzwol tot een categorie 4-supertyfoon net voordat hij aan land ging in Luzon. Door de interactie met land en een kouder wateroppervlak in de Zuid-Chinese Zee nam het systeem op 2 oktober af tot een zware tropische stom.
20e eeuw: 1900 · 1901 · 1902 · 1903 · 1904 · 1905 · 1906 · 1907 · 1908 · 1909 · 1910 · 1911 · 1912 · 1913 · 1914 · 1915 · 1916 · 1917 · 1918 · 1919 · 1920 · 1921 · 1922 · 1923 · 1924 · 1925 · 1926 · 1927 · 1928 · 1929 · 1930 · 1931 · 1932 · 1933 · 1934 · 1935 · 1936 · 1937 · 1938 · 1939 · 1940 · 1941 · 1942 · 1943 · 1944 · 1945 · 1946 · 1947 · 1948 · 1949 · 1950 · 1951 · 1952 · 1953 · 1954 · 1955 · 1956 · 1957 · 1958 · 1959 · 1960 · 1961 · 1962 · 1963 · 1964 · 1965 · 1966 · 1967 · 1968 · 1969 · 1970 · 1971 · 1972 · 1973 · 1974 · 1975 · 1976 · 1977 · 1978 · 1979 · 1980 · 1981 · 1982 · 1983 · 1984 · 1985 · 1986 · 1987 · 1988 · 1989 · 1990 · 1991 · 1992 · 1993 · 1994 · 1995 · 1996 · 1997 · 1998 · 1999

21e eeuw: 2000 · 2001 · 2002 · 2003 · 2004 · 2005 · 2006 · 2007 · 2008 · 2009 · 2010 · 2011 · 2012 · 2013 · 2014 · 2015